# Sasko-altenburské vévodství
Sasko-altenburské vévodství (německy Herzogtum Sachsen-Altenburg) je německé historické území, jedno z tzv. saských ernestinských vévodství nacházejících se v dnešním Durynsku.
Vévodství má základy ve středověkém purkrabství v Altenburgu, které bylo v držení Wettinů v rámci míšeňského markrabství od roku 1243. Po rozdělení země v roce 1485 připadl Altenburg Arnoštu Saskému. Po oddělení Erfurtu v roce 1572 připadl Altenburg Sasko-výmarskému vévodství.

## Vévodství v letech 1603–1672
Když v roce 1602 zemřel syn a nástupce Jana Viléma, Fridrich Vilém I., stal se sasko-výmarským vévodou jeho mladší bratr Jan II. Nejstarší syn Fridricha Viléma I., Jan Filip dostal jako vyrovnání nově vytvořené Sasko-altenburské vévodství. Jeho rodina vládla až do roku 1672, kdy ho získal Arnošt Sasko-Gothajský, který se oženil s dědičkou.

## Vévodství v letech 1826–1918

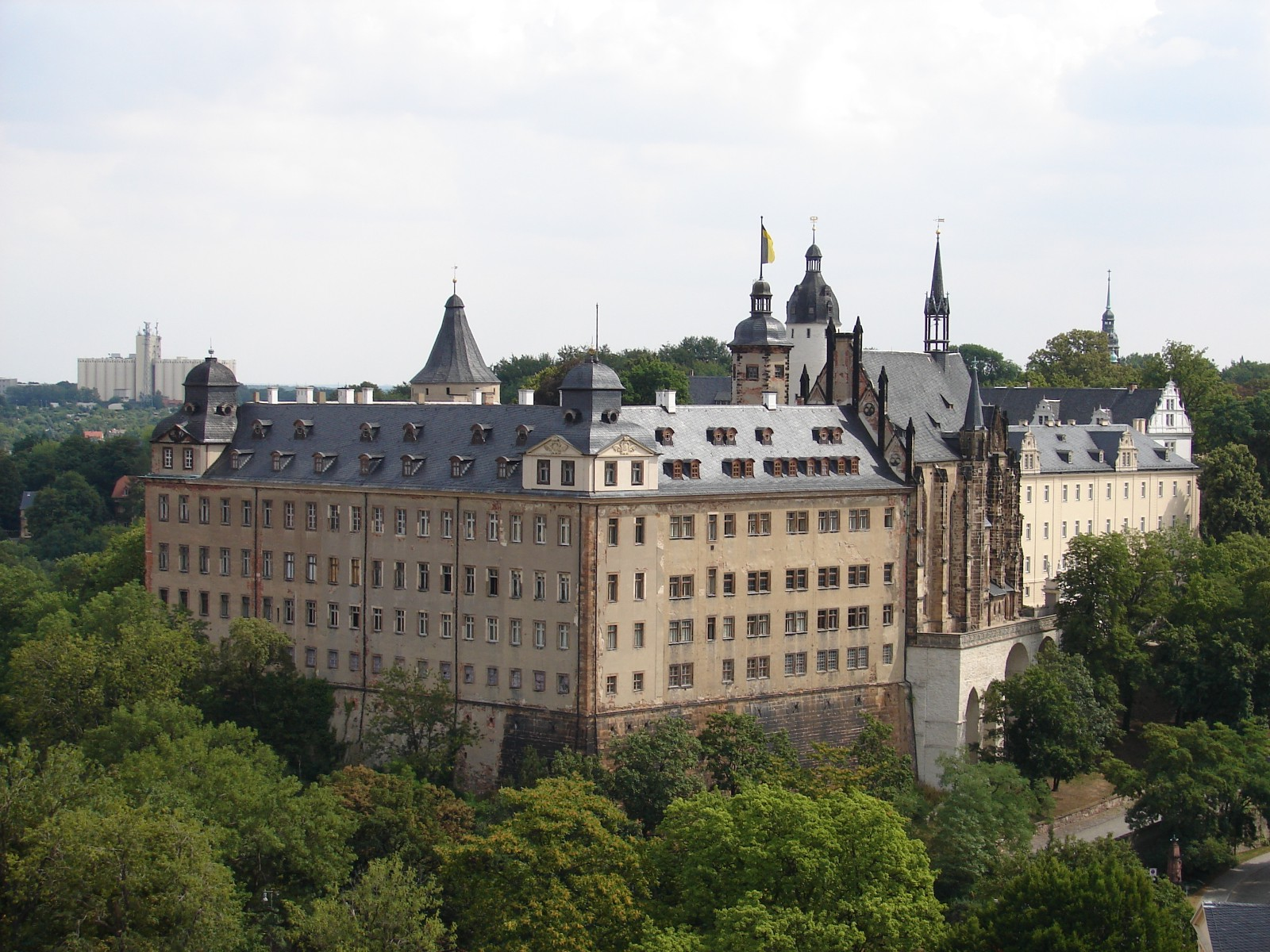
Hrad Altenburg

Sasko-Altenbursko poté zůstalo součástí Sasko-gothajsko-altenburského vévodství až do jeho zániku v roce 1826, kdy byly
Gotha a Altenburg rozděleny. Gotha byla připojena k vévodství Sasko-Coburg-Saalfeld, ale Saalfeld byl připojen k Sasko-meiningenskému vévodství (Coburg a Gotha byly spojeny do nově vzniklého vévodství Sasko-kobursko-gothajského). Altenburg připadl vévodovi Fridrichu III. Sasko-Hildburghausenskému. Ten se ale musel na oplátku vzdát svého vévodství také ve prospěch Saska-Meiningenska.
Tato rodina vládla vévodství až do konce monarchie v průběhu německé revoluce 1918-19. Nástupcem se stal Svobodný stát Sasko-Altenbursko, který byl začleněn do nového státu Durynsko v roce 1920.
Sasko-altenburská linie vymřela po smrti prince Jiřího Mořice v roce 1991.
Od 29. dubna 1831 platila ve vévodství ústava. Vévodství se v letech 1833-1834 připojilo jako suverénní stát k německé celní unii (1834-1919) a v roce 1867 k severoněmeckému spolku.
Nakonec se v roce 1871 stalo součástí Německé říše.

## Sasko-altenburgští vévodové

Velký znak Sasko-altenburského vévodství

### Vévodové v letech 1603–1672
- 1603–1639 – Jan Filip, vévoda Sasko-Altenburský
- 1639–1669 – Fridrich Vilém II., vévoda Sasko-Altenburský
- 1669–1672 – Fridrich Vilém III., vévoda Sasko-Altenburský

Rodová line zanikla, vévodství zdědila rodová linie Sasko-Gotha, poté Sasko-Gotha-Altenburg.

### Vévodové v letech 1826–1918
- 1826–1834 – Fridrich, vévoda Sasko-Altenburský (dříve vévoda Sasko-Hildburghausenský)
- 1834–1848 – Josef, vévoda Sasko-Altenburský
- 1848–1853 – Jiří, vévoda Sasko-Altenburský
- 1853–1908 – Arnošt I., vévoda Sasko-Altenburský
- 1908–1918 – Arnošt II., vévoda Sasko-Altenburský

### Představitelé rodu po roce 1918
- 1918–1955 – Arnošt II., vévoda Sasko-Altenburský
- 1955–1991 – Jiří Mořic, korunní princ Sasko-Altenburský

V roce 1991 rodová linie Sasko-Altenburská vymřela.